# Mikan
Mikan (Citrus unshiu) é um citrino, sem sementes, originário da China, mas popularizado e introduzido no Ocidente pelo Japão.